# Spirogyra Lake
Spirogyra Lake är en sjö i Antarktis. Den ligger i Sydorkneyöarna. Argentina och Storbritannien gör anspråk på området. Spirogyra Lake ligger 120 meter över havet. Den ligger på ön Signy. Spirogyra Lake ligger vid sjöarna  Tranquil Lake och Light Lake.
I övrigt finns följande vid Spirogyra Lake:
- Light Lake (en sjö)
- Strombus Ridge (en bergstopp)
- Tranquil Lake (en sjö)
- Tranquil Valley (en dal)